# Energía hidráulica

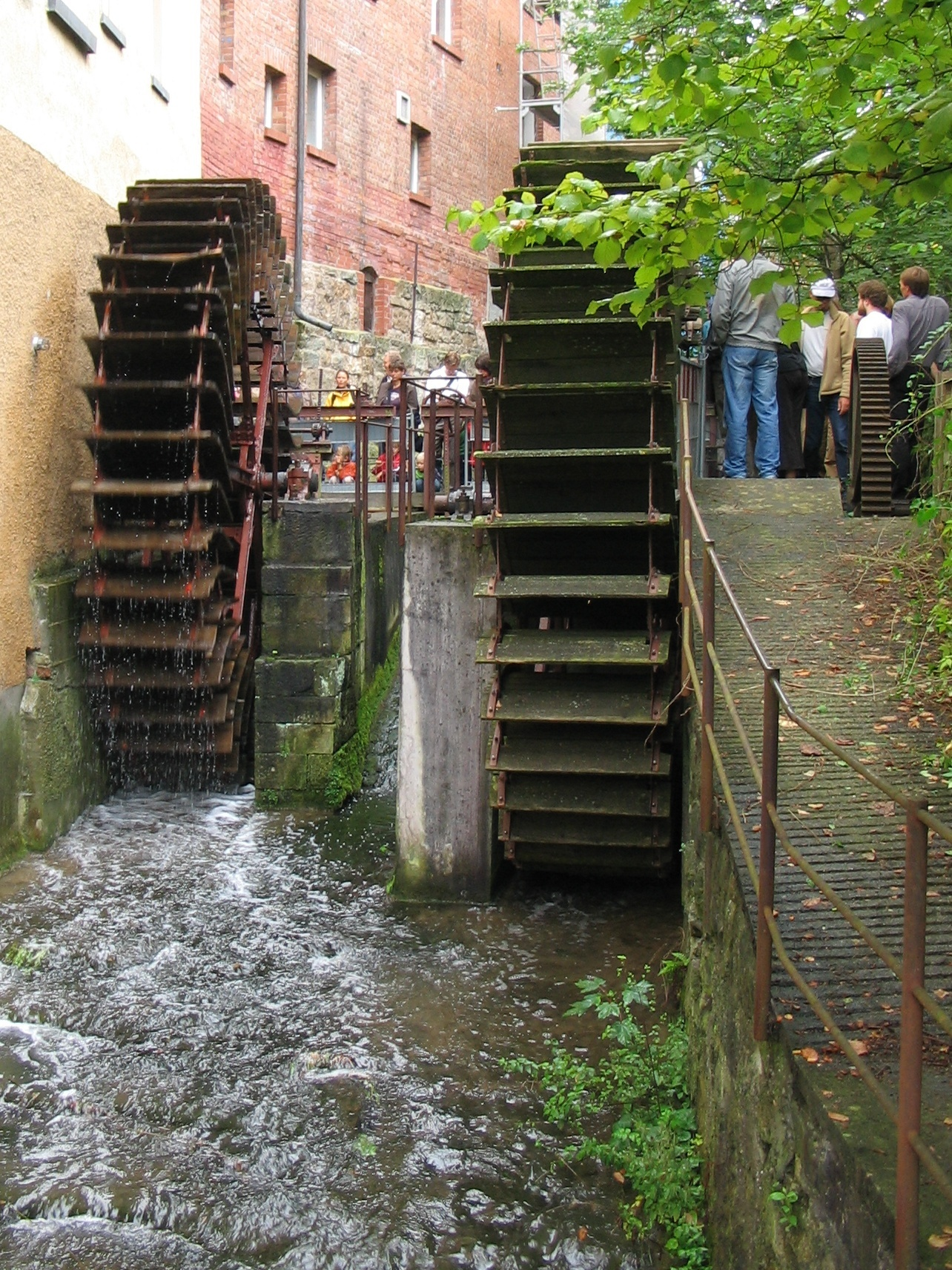
Rotor de palas en un pequeño curso de agua.

Energía hidráulica, energía hídrica o hidroenergía es aquella que se obtiene a partir del aprovechamiento de las energías cinéticas y potenciales de las corrientes del agua, saltos de agua o mareas.
Se puede transformar a diferentes escalas. Existen, desde hace siglos, pequeñas explotaciones en las que la corriente de un río, con una pequeña represa, mueve una rueda de palas o astas y genera un movimiento aplicado generalmente a molinos o batanes.
Generalmente se consideraba como un tipo de energía renovable puesto que no emite productos contaminantes. Otros consideran que produce un gran impacto ambiental debido a la construcción de las presas, que inundan grandes superficies de terreno y modifican el caudal del río y la calidad del agua.

## Historia

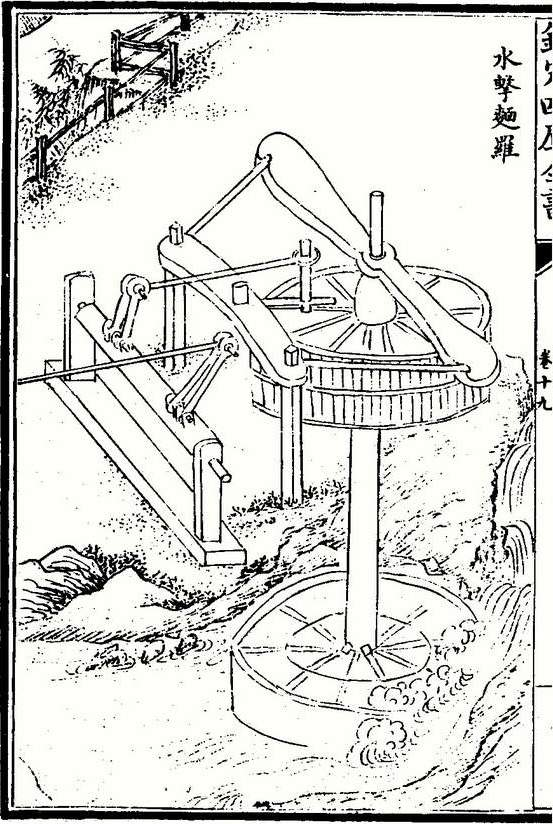
Un pistón de agua del Nongshu de Wang Zhen (fl. 1290-1333)

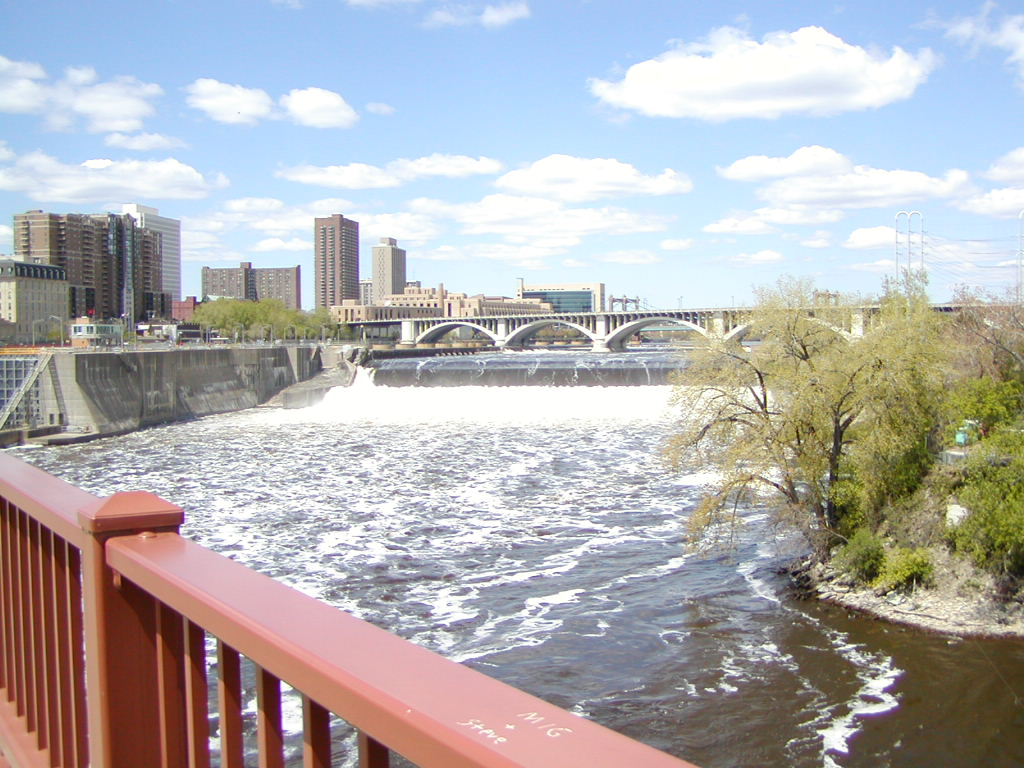
Saint Anthony Falls, Estados Unidos; la energía hidráulica se utilizaba aquí para moler harina.

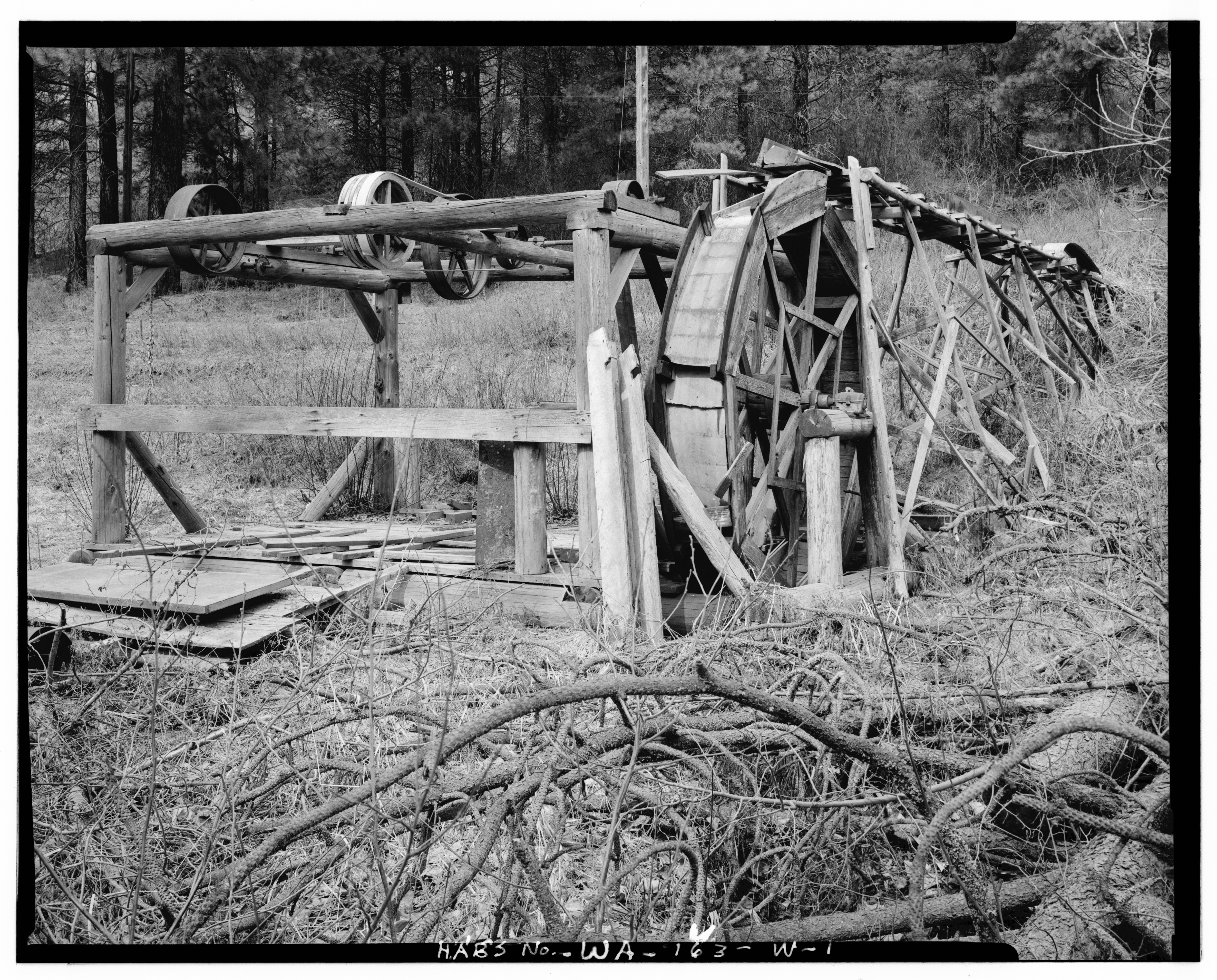
Molino de mineral impulsado por agua, finales del.

La evidencia sugiere que los fundamentos de la energía hidráulica se remontan a la civilización griega antigua. Otras evidencias indican que la rueda hidráulica surgió de forma independiente en China alrededor del mismo periodo. Las evidencias de rueda hidráulicas y molinos de agua se remontan al antiguo Cercano Oriente en el siglo IV a. C. : 14  Además, ciertas evidencias indican el uso de la energía hidráulica mediante máquinas de riego en las civilizaciones antiguas de Sumer y Babilonia. Los estudios indican que la rueda hidráulica fue la forma inicial de energía hidráulica y que era impulsada por humanos o animales.
En el Imperio Romano, los molinos accionados por agua fueron descritos por Vitruvio en el siglo I a. C. El molino de Barbegal, situado en la actual Francia, tenía 16 ruedas hidráulicas que procesaban hasta 28 toneladas de grano al día. Las norias romanas también se utilizaban para aserrar mármol, como el aserradero de Hierápolis de finales del siglo III d. C. Dichos aserraderos tenían una rueda hidráulica que accionaba dos manivelas y bielas para accionar dos sierras. También aparece en dos excavaciones del siglo VI del Imperio bizantino aserraderos descubiertos en Éfeso y Gerasa. El mecanismo de manivela y biela de estos molinos de agua romanos convertía el movimiento rotatorio de la rueda hidráulica en el movimiento lineal de las hojas de sierra.
En China, durante la dinastía Han (202 a. C. - 220 d. C.), se cree que los martillos y fuelles accionados por agua eran accionados por cucharas de agua.: 26–30  Sin embargo, algunos historiadores sugirieron que eran impulsados por ruedas hidráulicas. Esto se debe a que se ha teorizado que las palas de agua no habrían tenido la fuerza motriz suficiente para hacer funcionar los fuelles de un alto horno. Muchos textos describen la rueda hidráulica huna; algunos de los más antiguos son el diccionario Jijiupian del año 40 a. C., el texto de Yang Xiong conocido como el Fangyan del año 15 a. C., así como el Xin Lun, escrito por Huan Tan hacia el año 20 d. C. También fue durante esta época cuando el ingeniero Du Shi (c. 31 d. C.) aplicó la fuerza de las ruedas hidráulicas a los pistones-fuelles para forjar el hierro fundido.
Otro ejemplo del uso temprano de la energía hidráulica se ve en el erosionado. El erosionado es el uso de la fuerza de una ola de agua liberada de un tanque en la extracción de minerales metálicos. El método se utilizó por primera vez en las minas de oro de Dolaucothi en Gales a partir del año 75 de nuestra era. Este método se desarrolló posteriormente en España en minas como Las Médulas. El descabezamiento también fue ampliamente utilizado en Británica en la Medieval y períodos posteriores para extraer minerales de plomo y estaño. Posteriormente evolucionó a minería hidráulica cuando se utilizó durante la fiebre del oro de California en el siglo XIX.
El Imperio islámico abarcaba una gran región, principalmente en Asia y África, junto con otras zonas circundantes. Durante la Edad de Oro del islam y la Revolución agrícola del islam medieval (siglos VIII-XIII), la energía hidroeléctrica fue ampliamente utilizada y desarrollada. Los primeros usos de la energía mareomotriz surgieron junto con los grandes complejos hidráulicos de fábricas. En la región se utilizaba una amplia gama de molinos industriales accionados por agua, como batanes, molino de carne, molino de papel, descarilladora, aserradero, molino de barcos, fábrica de sellos, fábrica de acero, fábrica de azúcar y molino de mareas. En el siglo XI, todas las provincias del imperio islámico contaban con estos molinos industriales, desde al-Ándalus y África del Norte hasta el Oriente Medio y Asia Central. : 10  Los ingenieros musulmanes también utilizaron turbinas de aguas al tiempo que empleaban engranajes en los molinos de agua y en las máquinas elevadoras de agua. También fueron pioneros en el uso de presas como fuente de energía hidráulica, utilizadas para proporcionar energía adicional a los molinos de agua y a las máquinas de elevación de agua.
Además, el ingeniero mecánico musulmán Al-Jazari (1136-1206) describió en su libro El libro del conocimiento de los ingenios mecánicos el diseño de 50 aparatos. Muchos de estos dispositivos eran accionados por agua, incluyendo relojes, un dispositivo para servir vino, y cinco dispositivos para elevar el agua de ríos o estanques, donde tres de ellos son accionados por animales y uno puede ser accionado por animales o por agua. Además, incluían una cinta sin fin con cántaros acoplados, un shadoof impulsado por una vaca (una herramienta de riego parecida a una grúa), y un dispositivo alternativo con válvulas abatibles.

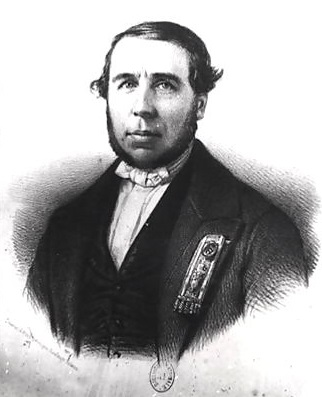
Benoît Fourneyron, el ingeniero francés que desarrolló la primera turbina hidroeléctrica

En el siglo XIX, el ingeniero francés Benoît Fourneyron desarrolló la primera turbina hidroeléctrica. Este dispositivo se implantó en la central comercial de las cataratas del Niágara en 1895 y aún sigue en funcionamiento. A principios del siglo XX, el ingeniero inglés William Armstrong construyó y puso en funcionamiento la primera central eléctrica privada que se encontraba en su casa de Cragside en Northumberland, Inglaterra. En 1753, el ingeniero francés Bernard Forest de Bélidor publicó su libro, Architecture Hydraulique, que describía las máquinas hidráulicas de eje vertical y horizontal.
La creciente demanda de la Revolución Industrial impulsaría también el desarrollo. Al comienzo de la Revolución Industrial en Gran Bretaña, el agua fue la principal fuente de energía para nuevos inventos como el water frame de Richard Arkwright. Aunque la energía hidráulica dio paso a la energía de vapor en muchos de los molinos y fábricas más grandes, se siguió utilizando durante los siglos XVIII y XIX para muchas operaciones menores, como el accionamiento de los fuelles en los pequeños altos hornos (por ejemplo, el horno de Dyfi). Por ejemplo, el horno Dyfi y los molinos, como los construidos en las cataratas de San Antonio, que aprovechan el desnivel de 15 metros del río Misisipi.
Los avances tecnológicos trasladaron la rueda de agua abierta a una turbina cerrada o motor de agua. En 1848, el ingeniero británico-estadounidense James B. Francis, ingeniero jefe de la compañía Lowell's Locks and Canals, mejoró estos diseños para crear una turbina con una eficiencia del 90 %. Aplicó principios científicos y métodos de prueba al problema del diseño de turbinas. Sus métodos de cálculo matemático y gráfico permitieron diseñar con seguridad turbinas de alto rendimiento que se ajustaban exactamente a las condiciones de flujo específicas de un lugar. La turbina de reacción Francis sigue en uso. En la década de 1870, derivado de los usos en la industria minera de California, Lester Allan Pelton desarrolló la turbina de impulso de alta eficiencia rueda Pelton, que utilizaba la energía hidráulica de las corrientes de gran altura características de Sierra Nevada.

## Transformación de la energía hidráulica
La principal aplicación de la energía hidráulica en la actualidad es la obtención de electricidad. Las centrales hidroeléctricas generalmente se ubican en regiones donde existe una combinación adecuada de lluvias y desniveles geológicos favorables a la construcción de represas. La energía hidráulica se obtiene a partir de la energía potencial y cinética de las masas de agua que transportan los ríos, provenientes de la lluvia y del deshielo. En su caída entre dos niveles del cauce, se hace pasar el agua por una turbina hidráulica, la cual transmite la energía a un alternador que la convierte en energía eléctrica.
Otro sistema que se emplea es conducir el agua de un arroyo con gran desnivel, por una tubería cerrada, en cuya base hay una turbina. El agua se recoge en una presa pequeña y la diferencia de altura proporciona la energía potencial necesaria
Otro más consiste en hacer en el río una presa pequeña y desviar parte del caudal por un canal con menor pendiente que el río, de modo que unos kilómetros más adelante habrá ganado una cierta diferencia de nivel con el cauce y se hace caer el agua a él por una tubería, con una turbina especial.

## Ventajas y desventajas

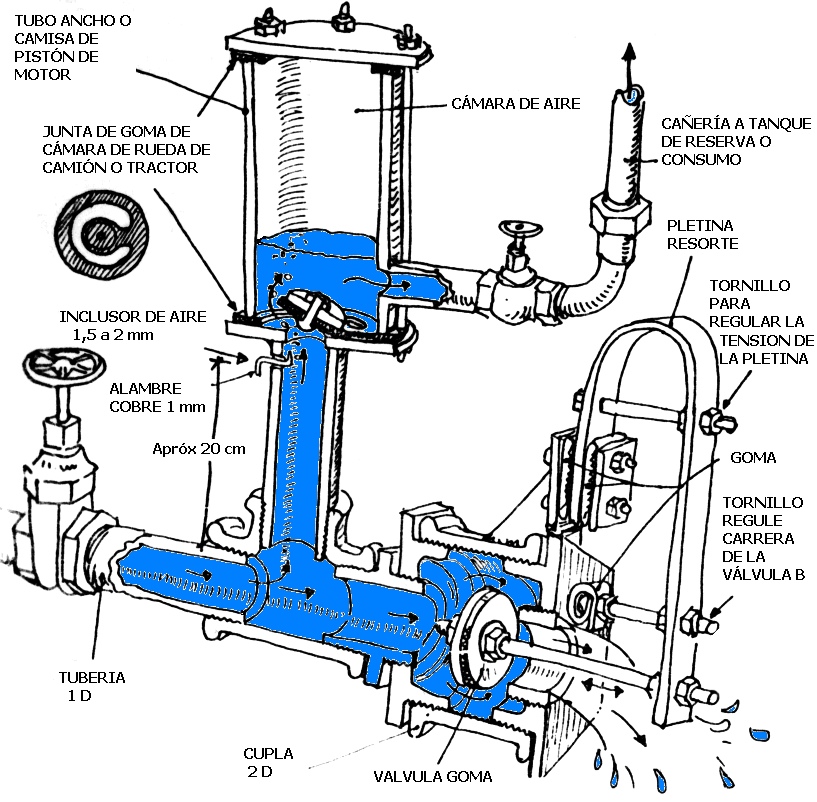
Esquema de una bomba tipo ariete hidráulico.

### Ventajas
- Alto rendimiento energético.
- Debido al ciclo del agua es casi inagotable.
- Es una energía limpia puesto que no produce emisiones tóxicas durante su funcionamiento.

Además, los embalses que se construyen para generar energía hidráulica:
- Permiten el almacenamiento de agua para la realización de actividades recreativas y el abastecimiento de sistemas de riego. Y lo más importante, permiten laminar las crecidas en épocas de lluvias torrenciales, regulando el caudal del río aguas abajo.

#### Ventajas económicas
La gran ventaja de la energía hidráulica o hidroeléctrica es la eliminación de combustibles. El coste de operar una planta hidráulica es casi inmune a la volatilidad de los precios de los combustibles fósiles como petróleo, el carbón o el gas natural. Además, no hay necesidad de importar combustibles de otros países.
Las plantas hidráulicas también tienden a tener vidas económicas más largas que las plantas eléctricas que utilizan combustibles. Hay plantas hidráulicas que siguen operando después de 50 a 99 años. Los costos de operación son bajos porque las plantas están automatizadas y necesitan pocas personas para su operación normal.
Como las plantas hidráulicas no queman combustibles, no producen directamente dióxido de carbono. Se produce muy poco dióxido de carbono durante el período de construcción de las plantas, pero es poco, especialmente en comparación a las emisiones de una planta equivalente que quema combustibles.

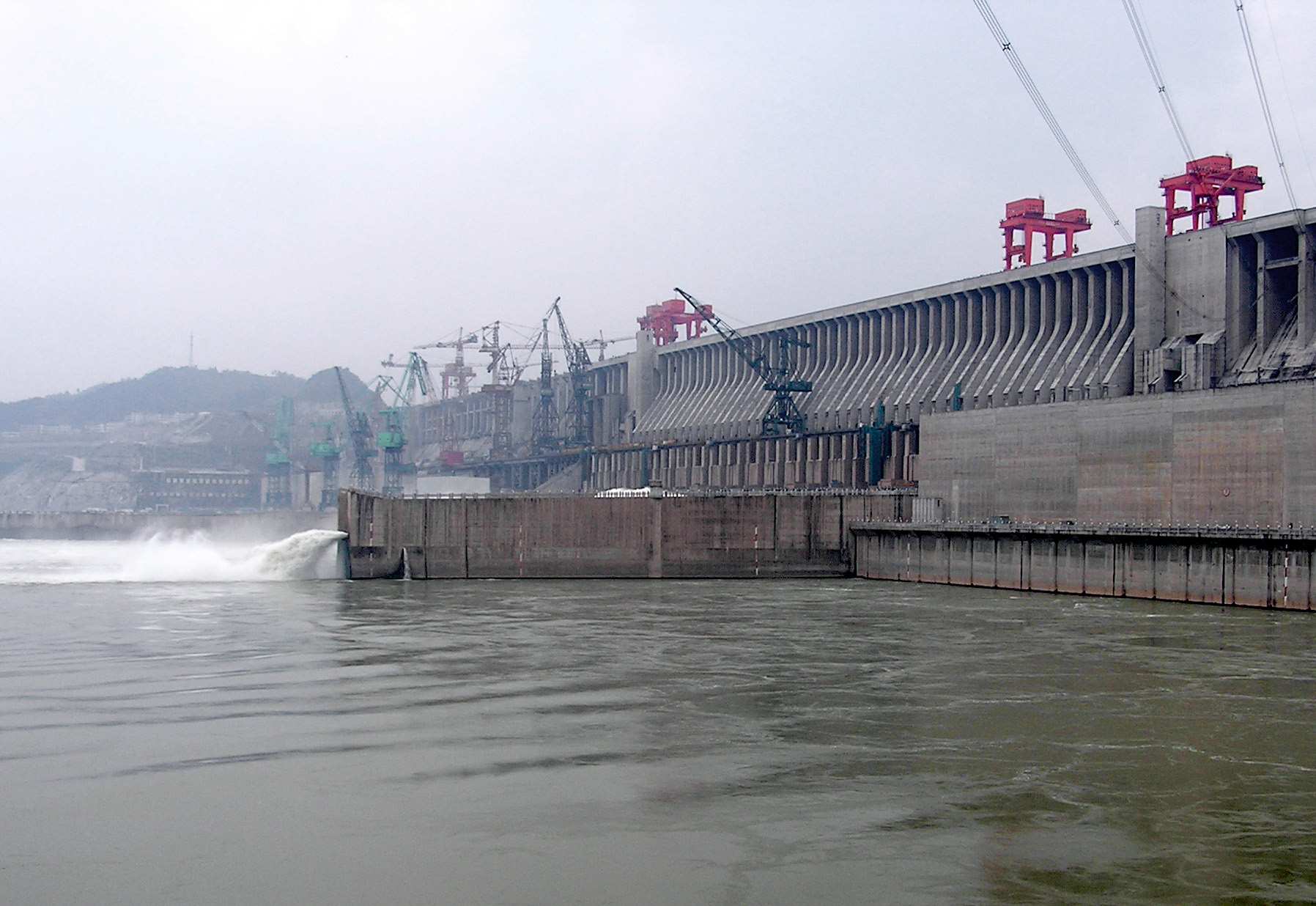
Presa de las Tres Gargantas (en el curso del río Yangtsé en China), la planta hidroeléctrica más grande del mundo. Genera una potencia de 22.5 GW, pero afectó a más de 1 900 000 personas e inundado 630 km².

### Desventajas
- La construcción de grandes embalses puede inundar importantes extensiones de terreno, obviamente en función de la topografía del terreno aguas arriba de la presa, lo que podría significar pérdida de tierras fértiles y daño al ecosistema, dependiendo del lugar donde se construyan.
- Destrucción de la naturaleza. Presas y embalses pueden ser destructivas a los ecosistemas acuáticos. Por ejemplo, estudios han mostrado que las presas en las costas de Norteamérica han reducido las poblaciones de trucha septentrional común que necesitan migrar a ciertos lugares para reproducirse. Hay estudios buscando soluciones a este tipo de problema. Un ejemplo es la invención de un tipo de escalera para los peces.
- Cuando las compuertas se abren y cierran repetidas veces, el caudal del río se puede modificar drásticamente causando una alteración en los ecosistemas.[nota 1]
- Se pueden ver afectadas por casos de fenómenos climáticos.

### Medidas de mitigación
A lo largo de la segunda mitad del siglo XX se ha visto crecer en forma importante la conciencia ambiental, de la gente, de los gobiernos y de las instituciones internacionales de crédito, que son en última instancia quienes financian los grandes proyectos hidroeléctricos.
Actualmente las medidas de mitigación ambiental forman parte integrante de todos los proyectos financiados por instituciones de crédito multilaterales, y los costos de las medidas de mitigación tienen que incluirse en el costo del proyecto.

## Capacidad hidroeléctrica mundial

Cuota mundial de energías renovables (2008)

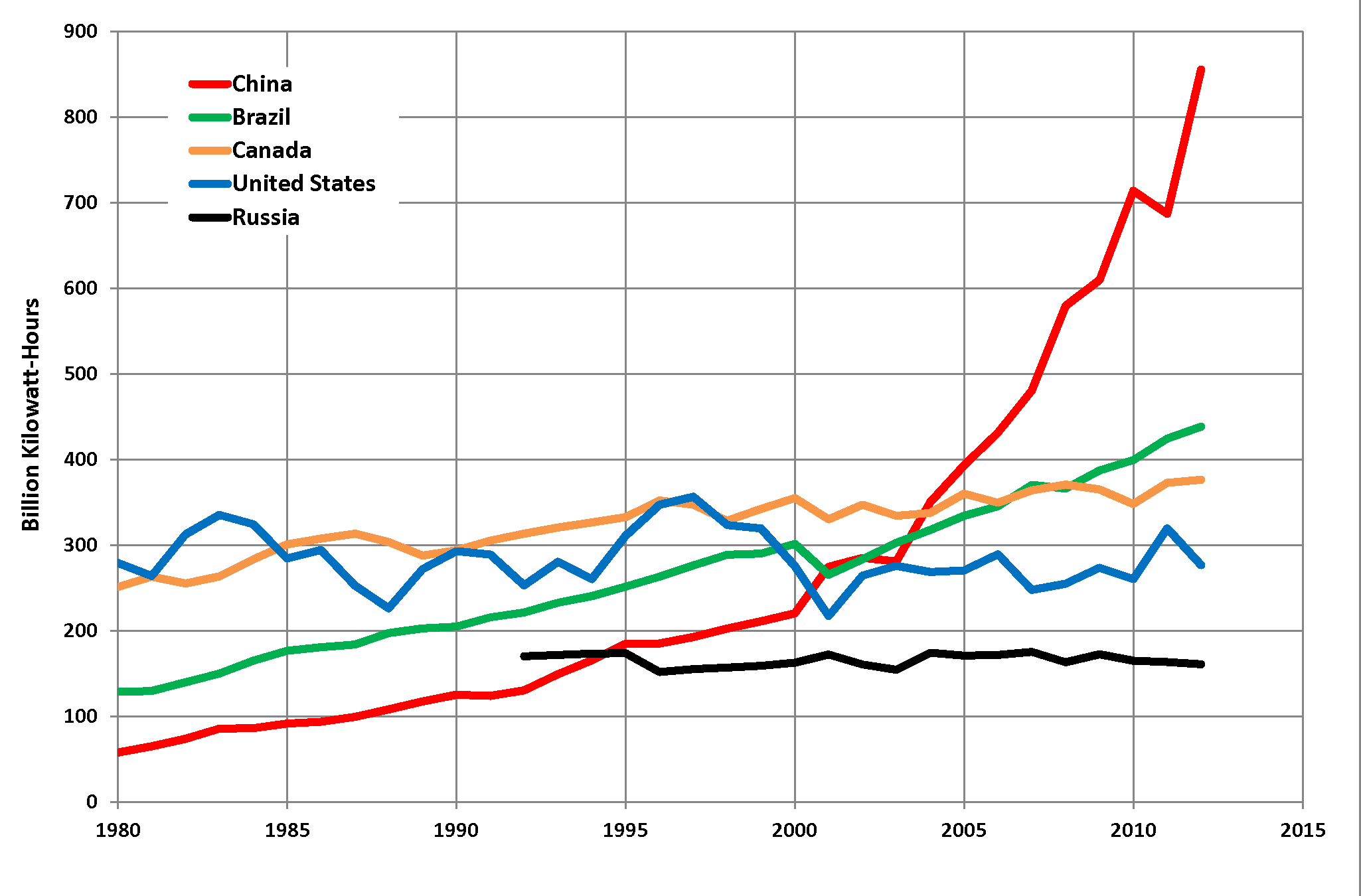
Tendencias en los cinco principales países productores de hidroelectricidad

La clasificación de la capacidad hidroeléctrica es por la producción de energía anual real o por la potencia nominal de la capacidad instalada. En 2015, la energía hidroeléctrica generó el 16.6 % de la electricidad total del mundo y el 70 % de toda la electricidad renovable. La energía hidroeléctrica se produce en 150 países y la región de Asia y el Pacífico generó el 32 % de la hidroelectricidad global en 2010. China es el mayor productor de energía hidroeléctrica, con 721 teravatios-hora de producción en 2010, lo que representa alrededor del 17 % del uso doméstico de electricidad. Brasil, Canadá, Nueva Zelanda, Noruega, Paraguay, Austria, Suiza y Venezuela tienen una mayoría de la producción interna de energía eléctrica a partir de energía hidroeléctrica. Paraguay produce el 100 % de su electricidad de las represas hidroeléctricas y exporta el 90 % de su producción a Brasil y Argentina. Noruega produce el 98-99 % de su electricidad a partir de fuentes hidroeléctricas.
Una estación hidroeléctrica rara vez opera a su potencia máxima durante un año completo; la relación entre la potencia promedio anual y la capacidad de capacidad instalada es el factor de capacidad. La capacidad instalada es la suma de todas las clasificaciones de potencia de la placa de identificación del generador.
| País           | Producción hidroeléctrica anual (TWh) | Capacidad instalada (GW) | Factor de capacidad | % de la producción mundial | %en generación de electricidad doméstica |
| -------------- | ------------------------------------- | ------------------------ | ------------------- | -------------------------- | ---------------------------------------- |
| China          | 1232                                  | 352                      | 0.37                | 28.5 %                     | 17.2 %                                   |
| Brasil         | 389                                   | 105                      | 0.56                | 9.0 %                      | 64.7 %                                   |
| Canadá         | 386                                   | 81                       | 0.59                | 8.9 %                      | 59.0 %                                   |
| Estados Unidos | 317                                   | 103                      | 0.42                | 7.3 %                      | 7.1 %                                    |
| Rusia          | 193                                   | 91                       | 0.42                | 4.5 %                      | 17.3 %                                   |
| India          | 151                                   | 49                       | 0.43                | 3.5 %                      | 9.6 %                                    |
| Noruega        | 140                                   | 33                       | 0.49                | 3.2 %                      | 95.0 %                                   |
| Japón          | 88                                    | 50                       | 0.37                | 2.0 %                      | 8.4 %                                    |
| Vietnam        | 84                                    | 18                       | 0.67                | 1.9 %                      | 34.9 %                                   |
| Francia        | 71                                    | 26                       | 0.46                | 1.6 %                      | 12.1 %                                   |

| #  | País           | 2020    |
| -- | -------------- | ------- |
| 1  | China          | 370 160 |
| 2  | Brasil         | 109 318 |
| 3  | Estados Unidos | 103 058 |
| 4  | Canadá         | 81 058  |
| 5  | Rusia          | 51 811  |
| 6  | India          | 50 680  |
| 7  | Japón          | 50 016  |
| 8  | Noruega        | 33 003  |
| 9  | Turquía        | 30 984  |
| 10 | Francia        | 25 897  |
| 11 | Italia         | 22 448  |
| 12 | España         | 20 114  |
| 13 | Vietnam        | 18 165  |
| 14 | Venezuela      | 16 521  |
| 15 | Suecia         | 16 479  |
| 16 | Suiza          | 15 571  |
| 17 | Austria        | 15 147  |
| 18 | Irán           | 13 233  |
| 19 | México         | 12 671  |
| 20 | Colombia       | 12 611  |
| 21 | Argentina      | 11 348  |
| 22 | Alemania       | 10 720  |
| 23 | Pakistán       | 10 002  |
| 24 | Paraguay       | 8 810   |
| 25 | Australia      | 8 528   |
| 26 | Laos           | 7 376   |
| 27 | Portugal       | 7 262   |
| 28 | Chile          | 6 934   |
| 29 | Rumania        | 6 684   |
| 30 | Corea del Sur  | 6 506   |
| 31 | Ucrania        | 6 329   |
| 32 | Malasia        | 6 275   |
| 33 | Indonesia      | 6 210   |
| 34 | Perú           | 5 735   |
| 35 | Nueva Zelanda  | 5 389   |
| 36 | Tayikistán     | 5 273   |
| 37 | Ecuador        | 5 098   |